# Cyathus bulleri
Cyathus bulleri är en svampart som beskrevs av H.J. Brodie 1967. Cyathus bulleri ingår i släktet Cyathus och familjen Agaricaceae.   Inga underarter finns listade i Catalogue of Life.